# 新疆工业学院

标志

新疆工业学院是中华人民共和国的一所全日制本科公办普通高等学校，位于新疆维吾尔自治区和田地区和田县，由新疆生产建设兵团领导和管理。
2025年2月21日，中华人民共和国教育部同意设置新疆工业学院。